# Краснодарское
Краснодарское — село в Усть-Пристанском районе Алтайского края России. Административный центр и единственный населенный пункт Краснодарского сельсовета.

## География
Располагается в центральной части края, на реке Озёрная. Климат континентальный. Средняя температура января −18 °C, июля +20 °C. Годовое количество атмосферных осадков — 470 мм. Почвы среднемощные чернозёмы.

## История
Основано в 1955 году как центральная усадьба целинного зерносовхоза «Краснодарский».

## Население
| 1997 | 1998 | 1999 | 2000 | 2001 | 2002 | 2003 | 2004 | 2005 | 2006 | 2007 |
| ---- | ---- | ---- | ---- | ---- | ---- | ---- | ---- | ---- | ---- | ---- |
| 897  | ↘861 | ↗865 | ↘832 | ↗853 | ↘797 | ↘757 | ↘726 | ↘700 | ↘694 | ↘659 |
| 2008 | 2009 | 2010 | 2011 | 2012 | 2013 | 2014 | 2015 | 2016 | 2017 | 2018 |
| ↗695 | ↘597 | ↘527 | ↘524 | ↘497 | ↘478 | ↘469 | ↘451 | ↘441 | ↘440 | ↘406 |
| 2019 | 2020 | 2021 |      |      |      |      |      |      |      |      |
| ↘400 | ↗403 | ↘393 |      |      |      |      |      |      |      |      |

Национальный состав
Согласно результатам переписи 2002 года, в национальной структуре населения русские составляли 96 %.

## Инфраструктура
Краснодарская Основная Общеобразовательная школа, филиал МКОУ Коробейниковская СОШ.
Администрация поселения.

## Транспорт
Село доступно автомобильным транспортом по автодороге общего пользования регионального значения
01К-97 Усть-Калманка — Восточный — Краснодарское(идентификационный номер 01 ОП Р3 01К-97).